# Avraham Jehošua Hešel
Avraham Jehošua „Hešel“ nebo Abraham Jošua (hebrejsky השיל מקראקא‎ – Hešel Krakovský; 1595 – 1663, Krakov) byl polský rabín a talmudista v Krakově. 
Jeho druhou manželkou byla Dina, vnučka Šaula Wahla, který se podle pověsti stal na jeden den polským králem.

## Život
Po smrti Jom-Tova Lipmanna Hellera v roce 1654 se Hešel stal krakovským vrchním rabínem. Po masakrech v době Chmelnického povstání rabín Hešel povolil agunám (ženám, jejichž manželé byli pohřešovaní), aby se znovu vdaly. 
Mazi hlavní studenty Hešela patřili rabín David Halevi Segal (Taz) a rabín Šabsija Kohen (Šach).
Avraham Jehošua Hešel zemřel v Krakově v roce 1663 a byl pohřben na starém židovském hřbitově v Krakově, známém také jako hřbitov Remu.